# Amphasia
Amphasia es un  género de coleópteros adéfagos de la familia Carabidae.
Tienen élitros pubescentes que los diferencian del género similar, Anisodactylus. Hay dos especies en el Neártico.

## Especies
Comprende las siguientes especies:
- Amphasia interstitialis (Say, 1823)
- Amphasia sericea (T.W. Harris, 1828)